# Mimbaste
Mimbaste är en kommun i departementet Landes i regionen Nouvelle-Aquitaine i sydvästra Frankrike. Kommunen ligger i kantonen Pouillon som tillhör arrondissementet Dax. År 2022 hade Mimbaste 992 invånare.

## Befolkningsutveckling
Antalet invånare i kommunen Mimbaste
Referens:INSEE